# Marie-Jeanne Cretel
Marie-Jeanne Cretel (née le 28 juillet 1951 à Richebourg et morte le 9 mai 1993 à Nice) est une athlète française, spécialiste du lancer du javelot.

## Biographie
Elle est sacrée championne de France du lancer du javelot en 1972 à Colombes, avec la marque de 48,62 m.
Son record personnel au lancer du javelot est de 50,48 m (1973).